# Silvia Marangoni
Silvia Marangoni (Oderzo, 20 settembre 1985) è un'ex pattinatrice di figura in-line italiana.

## Biografia
Ha iniziato a praticare il pattinaggio per lo Skating Club Oderzo, sulla pista di cemento. In seguito ha gareggiato per il Gruppo Sportivo Fiamme Azzurre. 
È stata undici volte campionessa del mondo. Si è ritirata dalla carriera agonistica nel 2017. In seguito è stata nominata tecnica federale e coordinatrice della commissione della specialità del pattino in linea.
È sposata con Andrea Altinier.

## Palmarès
- Campionati mondiali

Wuppertal 2002: oro
Buenos Aires 2003: argento
Fresno 2004: oro
Roma 2005: argento
Murcia 2006: oro
Gold Coast 2007: oro
Kaohsiung 2008: oro
Friburgo 2009: oro
Portimão 2010: oro
Brasilia 2011: oro
Auckland 2012: oro
Taipei City 2013: oro
Reus 2014: argento
Cali 2015: oro